# Campionati europei di maratona canoa/kayak 2015
I Campionati europei di maratona canoa/kayak 2015 sono stati la 12ª edizione della competizione continentale. Si sono svolti a Bohinj, in Slovenia. dal 1 al 5 luglio 2015.

## Medagliere
| Pos.   | Paese         | Oro | Argento | Bronzo | Totale |
| ------ | ------------- | --- | ------- | ------ | ------ |
| 1      | Ungheria      | 4   | 1       | 1      | 6      |
| 2      | Spagna        | 1   | 3       | 2      | 6      |
| 3      | Portogallo    | 1   | 0       | 1      | 2      |
| 4      | Italia        | 0   | 1       | 1      | 2      |
| 5      | Gran Bretagna | 0   | 1       | 0      | 1      |
| 6      | Ucraina       | 0   | 0       | 1      | 1      |
| Totale | Totale        | 6   | 6       | 6      | 18     |

## Podi

### Uomini
| Evento    | Oro                                    | Perform.    | Argento                            | Perform     | Bronzo                                      | Perform. |
| Canoa C-1 | Márton Kövér                           | 2h07'07"    | David Mosquera                     | 2h07'42"    | Nuno Barros                                 | 2h10'34" |
| Canoa C-2 | Ungheria Ádám Dócze Márton Kövér       | 1h58'23"    | Spagna Óscar Graña Ramón Ferro     | 1h58'54"    | Ucraina Oleksandr Levchenko Andrii Shapoval | 1h59'49" |
| Kayak K-1 | José Ramalho                           | 2h12'46"    | Iván Alonso Lage                   | 2h13'33"    | Emilio Merchán                              | 2h13'39" |
| Kayak K-2 | Spagna Emilio Merchán Iván Alonso Lage | 2h01'18",42 | Ungheria Adrián Boros László Solti | 2h01'18",79 | Spagna Walter Bouzan Álvaro Fernández Fiuza | 2h01'24" |

### Donne
| Evento    | Oro                                 | Punti       | Argento                             | Punti       | Bronzo                            | Punti    |
| Kayak K-1 | Renata Csay                         | 2h03'21"    | Lizzie Broughton                    | 2h03'52"    | Anna Alberti                      | 2h03'54" |
| Kayak K-2 | Ungheria Renata Csay Alexandra Bara | 1h55'12",17 | Italia Anna Alberti Stefania Cicali | 1h55'12",42 | Ungheria Edina Csernák Noémi Lucz | 2h00'08" |